# Phonologie de l'irlandais

Carte des Gaeltachtaí, zones de langue irlandaise en Irlande. Les lieux mentionnés dans cet article sont nommés sur la carte.

La phonologie de l'irlandais s'étudie comme discipline depuis la fin du XIXe siècle, et de nombreux linguistes ont publié des descriptions des dialectes de toutes les régions où la langue est parlée. Plus récemment, des théoriciens ont également porté leur attention sur la phonologie irlandaise, produisant un certain nombre de livres, d'articles et de thèses de doctorat sur le sujet. Il n'y a pas de prononciation standard de l'irlandais : elle varie d'un dialecte à l'autre. Par conséquent, cet article se concentre sur les phénomènes partagés par plusieurs dialectes et sur leurs principales différences. Les dialectes se divisent généralement en trois grands groupes : l'irlandais de l'Ulster, l'irlandais du Connacht et l'irlandais du Munster.
Un des aspects les plus importants de la phonologie irlandaise est que presque toutes les consonnes forment des couples « étendue » / « étroite ». Les consonnes dites « étendues » (broad en anglais, leathan en irlandais) sont vélarisées, c'est-à-dire que le dos de la langue est tiré vers l'arrière et légèrement vers le haut en direction du voile du palais. Les consonnes dites « étroites » (slender en anglais, caol en irlandais) sont palatalisées, ce qui signifie que la langue est poussée vers le palais dur lors de l'articulation. Cette opposition est fondamentale en irlandais, parce que le sens d'un mot peut changer si une consonne étendue est remplacée par une consonne étroite ou vice-versa. Par exemple, la seule différence de prononciation entre les mots bo « vache », et beo « vivant » est que bo se prononce avec un b étendu, tandis que beo se prononce avec un b étroit. La distinction entre étendue et étroite joue un rôle essentiel non seulement dans la caractérisation des consonnes individuelles, mais aussi dans la prononciation des voyelles environnantes, dans la façon dont peuvent se grouper les consonnes et dans le comportement des mots à initiale vocalique. Elle est semblable à la distinction entre consonnes « dures » et « molles » de plusieurs langues slaves comme le russe.
La langue irlandaise partage un certain nombre de caractéristiques phonologiques avec ses plus proches parents linguistiques : le gaélique écossais et le mannois, ainsi qu'avec l'anglais irlandais, langue avec laquelle elle est le plus souvent en contact.

## Histoire de la discipline
Jusqu'à la fin du XIXe siècle, la linguistique de l'irlandais se concentre soit sur la grammaire traditionnelle de la langue (traitant par exemple de la flexion des noms, verbes et adjectifs) ou sur sa phonétique historique depuis l'indo-européen commun par le proto-celtique jusqu'au vieil irlandais. La première analyse descriptive de la phonologie d'un dialecte irlandais est celle de Franz Nikolaus Finck (1899), résultat du travail sur le terrain de l'auteur dans les îles d'Aran. Il est suivi par Quiggin (1906), avec une description phonétique du dialecte de Meenawannia près de Glenties, dans le comté de Donegal. Les travaux de Pedersen (1909) sont essentiellement historiques, mais contiennent aussi des descriptions des dialectes modernes. Alf Sommerfelt est parmi les premiers à publier des descriptions de plusieurs dialectes d'Ulster et du Munster (1922, 1927, 1929 et 1965). Le dialecte de Dunquin sur la péninsule de Dingle est décrit par Sjoestedt (1931). De 1944 à 1968, l'Institut d'études avancées de Dublin publie une série de monographies, chacune décrivant la phonologie d'un dialecte local : Ó Cuív (1944) pour West Muskerry dans le comté de Cork, de Bhaldraithe (1945, 1966) pour Cois Fhairrge dans le Connemara, Breatnach (1947) pour Ring dans le comté de Waterford, de Búrca (1958) pour Tourmakeady dans le comté de Mayo, Wagner (1959) pour Teelin dans le comté de Donegal et Mhac an Fhailigh (1968) pour Erris dans le comté de Mayo. Plus récemment, des descriptions de la phonologie ont été publiées par Lucas (1979) pour Rosguill dans le nord du Donegal, Hughes (1986) pour Tangaveane et Commeen (près de Glenties), Ó Curnáin (1996) pour Iorras Aithneach dans le Connemara et Ó Sé (2000) pour la péninsule de Dingle dans le comté de Kerry.
Les recherches sur la phonologie théorique de l'irlandais commencent avec Ó Siadhail & Wigger (1975), suivant les principes et pratiques de « The Sound Pattern of English » Noam Chomsky et Morris Halle. Ces principes sous-tendent également les sections phonologiques chez Ó Siadhail (1989). Parmi les mémoires examinant la phonologie de l'irlandais d'un point de vue théorique, on peut notamment citer Ní Chiosáin (1991), Green (1997) — avec comme base la théorie de l'optimalité — et Cyran (1997) et Bloch-Rozmej (1998) — avec comme base la phonologie du gouvernement.

## Consonnes
La plupart des dialectes de l'irlandais comprennent au minimum les phonèmes consonantiques indiqués dans le tableau ci-dessous (pour une explication des symboles, voir l'alphabet phonétique international). La consonne /h/ n'est ni étendue ni étroite.
|                       |          | Labiale | Labiale | Coronale | Coronale | Dorsale | Dorsale | Glottale |
| étendue               | étroite  | étendue | étroite | étendue  | étroite  |         |         | Glottale |
| --------------------- | -------- | ------- | ------- | -------- | -------- | ------- | ------- | -------- |
| Occlusive             | sourde   | pˠ      | pʲ      | t̪ˠ       | tʲ       | k       | c       |          |
| Occlusive             | sonore   | bˠ      | bʲ      | d̪ˠ       | dʲ       | g       | ɟ       |          |
| Fricative ou Spirante | sourde   | fˠ      | fʲ      | sˠ       | ʃ        | x       | ç       | h        |
| Fricative ou Spirante | sonore   | w       | vʲ      |          |          | ɣ       | j       |          |
| Nasale                | Nasale   | mˠ      | mʲ      | n̪ˠ       | nʲ       | ŋ       | ɲ       |          |
| Battue                | Battue   |         |         | ɾˠ       | ɾʲ       |         |         |          |
| Latérale              | Latérale |         |         | l̪ˠ       | lʲ       |         |         |          |

### Semi-voyelles
Les consonnes étendues (vélaires ou vélarisées) sont suivies par une semi-voyelle vélaire (ou consonne spirante vélaire voisée) devant les voyelles antérieures, qui ressemble au son représenté par ou dans le mot français ouate, mais sans l'arrondissement des lèvres. Le symbole de l'API pour ce son est [ɰ]. Ainsi naoi /n̪ˠiː/ « neuf » et caoi /kiː/ « manière » se prononcent [n̪ˠɰiː] et [kɰiː]. Cette semi-voyelle vélaire est labialisée (prononcée avec les lèvres arrondies, comme dans ouate) après les consonnes labiales, de sorte que buí /bˠiː/ « jaune » se prononce [bˠwiː].
De même, les consonnes étroites (palatales ou palatalisées) sont suivies d'une semi-voyelle palatale (comme y dans yaourt) devant les voyelles postérieures ; par exemple, tiubha /tʲuː/ "épais" se prononce [tʲjuː].
Quand une consonne étendue suit une voyelle antérieure, une voyelle [ə̯] très brève s'intercale juste devant la consonne ; par exemple, díol /dʲiːl̪ˠ/ « vendre » se prononce [dʲiːə̯l̪ˠ]. De même, quand une consonne étroite suit une voyelle postérieure, une voyelle [i] s'intercale devant la consonne ; par exemple, áit /aːtʲ/ « lieu » se prononce [aːi̯tʲ] ; óil /oːlʲ/, nom verbal au génitif du verbe ól « boire », se prononce [oːi̯lʲ] ; meabhair /mʲəuɾʲ/ « compréhension » est [mʲəui̯ɾʲ] et /d̪ˠuːn̠ʲ/ « à nous » est [d̪ˠuːi̯n̠ʲ].

### Allophones
Le phonème /w/ a deux allophones : la spirante labio-vélaire voisée [w] et la fricative labio-dentale voisée vélarisée [vˠ], dont la distribution varie selon le dialecte. Dans le Munster en général il n'y a que [vˠ], et dans l'Ulster en général il n'y a que [w]. Dans le Connacht, [w] se trouve en début de mot devant les voyelles (par exemple bhfuil [wɪlʲ] « est », le verbe) et [vˠ] en d'autres positions (par exemple naomh [n̪ˠiːvˠ] « saint », fómhar [ˈfˠuːvˠəɾˠ] « automne », bhrostaigh [ˈvˠɾˠɔsˠt̪ˠə] « pressé ».
Les autres fricatives labiales sont typiquement labio-dentales [fˠ, fʲ, vʲ], mais comme l'allophone fricatif [vˠ] de /w/, elles ont des allophones bilabiaux [ɸˠ, ɸʲ, βˠ, βʲ] dans plusieurs dialectes ; la distribution dépend en partie de l'environnement (les bilabiales se trouvent plus fréquemment à côté des voyelles arrondies) et en partie du locuteur individuel.
Parmi les coronales, la plupart sont alvéolaires, mais les occlusives étendues et latérales sont typiquement dentales [t̪ˠ, d̪ˠ, n̪ˠ, l̪ˠ], et la fricative coronale étroite est typiquement post-alvéolaire [ʃ]. Les occlusives coronales étroites /tʲ, dʲ/ peuvent se réaliser comme affriquées alvéolo-palatales [tɕ, dʑ] dans nombre de dialectes, dont celui de Tourmakeady, Erris et Teelin.
Les occlusives dorsales étroites /c, ɟ, ɲ/ peuvent être articulées comme de vraies palatales [c, ɟ, ɲ] ou comme des palato-vélaires [k̟, ɡ˖, ŋ˖].
Le phonème /j/ a trois allophones dans la plupart des dialectes : une spirante palatale [j] devant les voyelles autres que /iː/ et en fin de syllabe (par exemple, dheas [jasˠ] « agréable », beidh [bʲɛj] « sera ») ; une fricative (post-)palatale voisée [ʝ] devant les consonnes (par exemple, ghrian [ʝɾʲiən̪ˠ] « soleil ») ; et un son intermédiaire [j˔] (avec plus de friction que [j] mais moins de friction que [ʝ]) devant /iː/ (par exemple, dhírigh [j˔iːɾʲə] « redressé ».
Comme en anglais, les occlusives sourdes sont aspirées (articulées avec une bouffée d'air après l'émission de la consonne) en début de mot. Les occlusives sonores peuvent être incomplètement voisées mais ne sont jamais aspirées. Les occlusives sourdes ne sont pas aspirées après /sˠ/ et /ʃ/ (par exemple, scanradh [sˠkauɾˠə] « terreur ») ; cependant, les occlusives restent aspirées après l'enclitique is /sˠ/ (par exemple, is cam [sˠkʰaum] « c'est tordu »). Certains chercheurs utilisent des transcriptions comme /sb sd sɡ xd/, etc., indiquant qu'ils considèrent les occlusives après fricative sourde comme des allophones dévoisés des occlusives sonore plutôt que des allophones non-aspirés des occlusives sourdes, mais cette opinion est minoritaire.

### Sonantes fortes et douces
En vieil irlandais, les consonnes sonantes (orthographiées l n r m) se divisaient non seulement en étendues et en étroites, mais aussi selon leur tension en fortes et en douces. La définition phonétique précise de ces termes est un peu vague, mais les coronales fortes (orthographiées l n r) étaient probablement plus longues, avec peut-être une plus grande surface de contact entre la langue et le palais que pour les douces. Le son de m fort était probablement un [m] normal, tandis que le m doux était une semi-voyelle nasalisée [w̃], peut-être tendant vers une fricative nasalisée [ṽ] ou [β̃] en cas de palatalissation. Par convention, les coronales fortes sont transcrites avec des majuscules ⟨L N R⟩, les douces avec des minuscules ⟨l n r⟩. Ainsi le vieil irlandais avait quatre phonèmes rhotiques /Rˠ, Rʲ, rˠ, rʲ/, quatre phonèmes latéraux /Lˠ, Lʲ, lˠ, lʲ/ et quatre phonèmes coronales nasales /Nˠ, Nʲ, nˠ, nʲ/. En vieil irlandais, les sonantes fortes et douces contrastaient entre voyelles et en fin de mot après voyelles : par exemple, berraid /bʲeRˠɨðʲ/ « il cisaille » vs beraid /bʲerˠɨðʲ/ « il peut porter » ; coll /koLˠ/ « noisette » vs col /kolˠ/ « péché » ; sonn /sˠoNˠ/ « pieu » vs son /sˠonˠ/ « son ». En début de mot, il ne se trouvaient que des fortes, qui devenait toutefois douces dans environnements de lénition morphosyntaxique : rún /Rˠuːnˠ/ « mystère » vs a rún /a rˠuːnˠ/ « son mystère », lón /Lˠoːnˠ/ « provision » vs. a lón /a lˠoːnˠ/ « sa provision ».
Dans la langue moderne, les quatre rhotiques ont été réduites à deux dans tous les dialectes : /Rˠ, Rʲ, rˠ/ sont tous devenus /ɾˠ/. Quant aux latérales et aux nasales, certains dialectes ont conservé la distinction entre les quatre, tandis que d'autres les ont réduites à deux ou trois phonèmes distincts, comme on voit dans le tableau suivant.
| Vieil irlandais                                        | Ulster   | Ulster   | Connacht | Connacht  | Connacht | Munster             | Munster                    |
| Vieil irlandais                                        | Rosguill | Glenties | Mayo     | Connemara | Aran     | Péninsule de Dingle | West Muskerry              |
| ------------------------------------------------------ | -------- | -------- | -------- | --------- | -------- | ------------------- | -------------------------- |
| Rˠ                                                     | ɾˠ       | ɾˠ       | ɾˠ       | ɾˠ        | ɾˠ       | ɾˠ                  | ɾˠ                         |
| rˠ                                                     | ɾˠ       | ɾˠ       | ɾˠ       | ɾˠ        | ɾˠ       | ɾˠ                  | ɾˠ                         |
| Rʲ                                                     | ɾˠ       | ɾˠ       | ɾˠ       | ɾˠ        | ɾˠ       | ɾˠ                  | ɾˠ                         |
| rʲ                                                     | ɾʲ       | ɾʲ       | ɾʲ       | ɾʲ        | ɾʲ       | ɾʲ                  | ɾʲ                         |
| Lˠ                                                     | l̪ˠ       | l̪ˠ       | l̪ˠ       | l̪ˠ        | l̪ˠ       | l̪ˠ                  | l̪ˠ                         |
| lˠ                                                     | l̪ˠ       | lˠ       | lˠ       | l̪ˠ        | l        | l̪ˠ                  | l̪ˠ                         |
| lʲ                                                     | l        | lʲ       | lʲ       | lʲ        | l        | lʲ                  | lʲ                         |
| Lʲ                                                     | l̠ʲ       | l̠ʲ       | l̠ʲ       | l̠ʲ        | l̠ʲ       | lʲ                  | lʲ                         |
| Nˠ                                                     | n̪ˠ       | n̪ˠ       | n̪ˠ       | n̪ˠ        | n̪ˠ       | n̪ˠ                  | n̪ˠ                         |
| nˠ                                                     | n̪ˠ       | nˠ       | nˠ       | n̪ˠ        | n        | n̪ˠ                  | n̪ˠ                         |
| nʲ                                                     | n        | nʲ       | nʲ       | nʲ        | n        | nʲ                  | nʲ                         |
| Nʲ                                                     | n̠ʲ       | n̠ʲ       | n̠ʲ       | n̠ʲ        | n̠ʲ       | nʲ                  | nʲ à l'initiale ɲ ailleurs |
| Note : l̠ʲ and n̠ʲ sont des consonnes alvéolo-palatales. |          |          |          |           |          |                     |                            |

Quant au m, la forme douce (semi-voyelle nasalisée ou fricative labiale) écrite mh a fini avec le temps par être prononcée comme une semi-voyelle ou consonne fricative normale, avec nasalisation de la voyelle précédente. La perte ultérieure de /w/ entre deux voyelles a créé des voyelles nasales phonologiquement distinctes dans certains dialectes modernes (voir ci-dessous), mais qui ne sont solidement maintenues dans aucun dialecte ; la tendance dominante est d'éliminer entièrement la nasalisation. Cependant, la semi-voyelle nasalisée d'origine est encore reflétée dans l'orthographe.

## Voyelles

Les phonèmes vocaliques de l'irlandais du Connacht

Les phonèmes vocaliques de l'irlandais du Munster

Les voyelles varient selon le dialecte, mais en général ceux du Connacht et du Munster s'accordent sur un système vocalique comportant les monophtongues /iː/, /ɪ/, /uː/, /ʊ/, /eː/, /ɛ/, /oː/, /ɔ/, /a/, /aː/ et le schwa (/ə/), qui ne se trouve qu'en syllabe inaccentuée, et les diphtongues décroissantes /əi/, /əu/, /iə/ et /uə/.

### Profondeur des voyelles
La profondeur du point d'articulation des voyelles (c'est-à-dire la position horizontale du point le plus élevé de la langue) dépend dans une large mesure de la qualité (étendue ou étroite) des consonnes adjacentes. Certains chercheurs soutiennent que [ɪ] et [ʊ] sont en fait des allophones du même phonème, comme le sont [ɛ] et [ɔ]. Suivant ce point de vue, ces voyelles ne seraient pas marquées au niveau abstrait comme antérieuress ou postérieures, mais dériveraient leur antériorité ou postériorité des consonnes qui les entourent. Nous suivrons toutefois ici l'interprétation plus traditionnelle selon laquelle /ɪ, ʊ, ɛ, ɔ/ représentent quatre phonèmes distincts. Les descriptions des allophones données dans cette section reflètent l'accent de la péninsule de Dingle dans le Munster, et sauf indication contraire, sont valables aussi pour d'autres accents du Munster et du Connacht.

#### Voyelles fermées
Les quatre voyelles fermées phonémiques en irlandais sont les véritables fermées /iː/ et /uː/ et les pré-fermées /ɪ/ et /ʊ/. Leur prononciation exacte dépend de la qualité des consonnes environnantes. Le phonème /iː/ est réalisé comme un [iː] antérieur entre deux consonnes étroites (par exemple tír [tʲiːrʲ] « pays »). Entre une consonne étroite et une consonne étendue, la langue se rétracte légèrement de cette position, produisant une voyelle symbolisée par [i̠ː] (par exemple díol [dʲi̠ːl̪ˠ] « vente », caoire [ki̠ːɾʲə] « baie » (génitif). Entre deux consonnes étendues, la langue se rétracte encore plus, presque au point de produire une voyelle centrale, dans l'API [ïː] (par exemple caora [kïːɾˠə] « mouton »). Le phonème /uː/ est réalisé comme un [uː] antérieur entre consonnes étendues (par exemple dún [d̪ˠuːn̪ˠ] « fort »), mais entre une consonne étendue et une étroite, la langue avance légèrement pour produire la voyelle [u̟ː] (par exemple triúr [tʲɾʲu̟ːɾˠ] « trois personnes », súil [sˠu̟ːlʲ] « œil »). Entre deux consonnes étroites elle avance encore plus, produisant une voyelle centralisée [üː] (par exemple ciúin [cüːnʲ] « tranquille »).

Gammes approximatives des allophones des voyelles fermées

Les voyelles pré-fermées /ɪ/ et /ʊ/ présentent une tendance similaire. Le phonème /ɪ/ est réalisé entre consonnes étroites comme un [i̞] antérieur, par exemple tigh [tʲi̞ɟ] « maison » (datif). Après une consonne étroite et devant une étendue, c'est un [ɪ] mi-antérieur (par exemple giota [ˈɟɪt̪ˠə] « morceau »). Après une consonne étendue et devant une étroite, c'est un [ɪ̈] plus rétracté (par exemple tuigeann [ˈt̪ˠɪ̈ɟən̪ˠ] « comprend »). Entre deux consonnes étendues enfin, c'est un [ɨ̞] central (par exemple goirt [ɡɨ̞ɾˠtʲ]) « salé ». Le phonème /ʊ/ est un [ʊ] mi-postérieur quand toutes les consonnes adjacentes sont étendues (par exemple dubh [d̪ˠʊvˠ] « noir ») et un [ʊ̟] plus centralisé après une consonne étroite (par exemple giobal [ˈɟʊ̟bˠəl̪ˠ] « chiffon »).

#### Voyelles moyennes

Gammes approximatives des allophones des voyelles moyennes

La réalisation des voyelles mi-fermées longues /eː/ et /oː/ varie selon la qualité des consonnes environnantes. Le phonème /eː/ est un [eː] antérieur entre deux consonnes étroites (par exemple béic [bʲeːc] « crier »), un [ëː] centralisé entre une consonne étendue et une étroite (par exemple glaoigh [ɡl̪ˠëːɟ] "» appeler »), un [ɛ̝̈ː] centralisé plus ouvert entre deux consonnes étendues (par exemple baol [bˠɛ̝̈ːl̪ˠ] « danger ». Le phonème /oː/ varie d'un [oː] postérieur entre deux consonnes étendues (par exemple fód [fˠoːd̪ˠ] « gazon ») à un [o̟ː] avancé entre une consonne étendue et une étroite (par exemple fóid [fˠo̟ːdʲ] « gazon », génitif) à un [öː] centralisé entre deux consonnes étroites (par exemple ceoil [cöːlʲ] « musique », génitif).
Les voyelles mi-ouvertes brèves varient aussi selon leur environnement. Le /ɛ/ bref varie d'un [ɛ̝] antérieur entre consonnes étroites (par exemple beidh [bʲɛ̝ɟ] « sera ») à un [ɛ̝̈] rétracté entre une consonne étendue et une étroite (par exemple bead [bʲɛ̝̈d̪ˠ] « serai », raibh [ɾˠɛ̝̈vʲ] « étais ») à un [ɘ̞] centralisé quand la seule consonne adjacente est étendue (par exemple croich [kɾˠɘ̞] « croix », datif). Le /ɔ/ bref entre deux consonnes étendues est ordinairement un [ɔ̝] postérieur (par exemple cloch [kl̪ˠɔ̝x] « pierre »), mais un [ö] centralisé au contact des consonnes nasales et des consonnes labiales (par exemple ansan [ən̪ˠˈsˠön̪ˠ] « là », bog [bˠöɡ] « mou »). Entre une consonne étendue et une étroite, c'est un [ɔ̝̈] plus ouvert (par exemple scoil [skɔ̝̈lʲ] « école », deoch [dʲɔ̝̈x] « boire »).
Le phonème inaccentué /ə/ est réalisé comme un [ɪ] pré-fermé et pré-antérieur au contact des consonnes palatales (par exemple píce [ˈpʲiːcɪ] « pique »). Au contact des autres consonnes étroites, c'est un [ɪ̽] mi-centralisé (par exemple sáile [ˈsˠaːlʲɪ̽] « eau salée »). Au contact des consonnes étendues, c'est ordinairement un [ə] mi-central (par exemple eolas [ˈoːl̪ˠəsˠ] « information »), mais quand la syllabe précédenta contient l'une des voyelles fermées postérieures /uː, ʊ/, il est réalisé comme un [ʊ̽] postérieur mi-centralisé (par exemple dúnadh [ˈd̪ˠuːn̪ˠʊ̽] « fermant »), muca [ˈmˠʊkʊ̽] « cochons »).

#### Voyelles ouvertes

Gammes approximatives des allophones des voyelles dans le Munster

La réalisation des voyelles ouvertes varie selon la qualité des consonnes environnantes ; il existe aussi une différence significative entre les dialectes du Munster et du Connacht. Dans le Munster, /aː/ long et /a/ bref ont approximativement la même gamme de réalisation : les deux voyelles sont postérieures au contact des consonnes étendues et relativement antérieures au contact des consonnes étroites. En particulier, /aː/ long en début de mot et après consonne étendue est un [a̠ː] antérieur rétracté (par exemple gearrfaidh [ˈɟa̠ːɾˠhəɟ] « coupera »), tandis qu'entre deux consonnes étroites c'est un [aː] complètement antérieur (par exemple a Sheáin [ə çaːnʲ] « Jean », vocatif). À Dingle, l'allophone postérieur est arrondi en [ɒː] après labiale étendue (par exemple bán [bˠɒːn̪ˠ] « blanc »), tandis qu'à Ring, [ɒː] arrondi est la réalisation usuelle de /aː/ en tous contextes sauf entre consonnes étroites, où il devient un [ɒ̈ː] centralisé. Le phonème bref /a/ entre deux consonnes étroites est un [a] antérieur (par exemple gairid [ɟaɾʲədʲ] « court ». Entre une consonne étendue et une étroite, c'est dans la plupart des cas un [a̠] rétracté (par exemple fear [fʲa̠ɾˠ] « homme », caite [ˈka̠tʲə] « usé »), mais après les labiales étendues et /l̪ˠ/ c'est un [ä] antérieur centralisé (par exemple baile [bˠälʲə] « ville », loit [l̪ˠätʲ] « blesser ». Quand il n'est au contact que de consonnes étendues, c'est un [ɑ̈] postérieur centralisé (par exemple mac [mˠɑ̈k] « fils », abair [ɑ̈bˠəɾʲ] « dire ».

Gammes approximatives des allophones des voyelles dans le Connacht

Dans les variétés du Connacht les allophones de /a/ bref sont systématiquement plus avancés que les allophones de /aː/ long. À Erris, par exemple, /a/ bref varie d'une voyelle pré-ouverte antérieure [æ] devant consonne étroite (par exemple sail [sˠælʲ] « cérumen ») à un [a] ouvert après consonne étroite (par exemple geal [ɟalˠ] « brillant ») à un [ɑ̈] postérieur centralisé entre consonnes étendues (par exemple capall [ˈkɑ̈pəl̪ˠ] « cheval »). Le phonème /aː/ long, en revanche, varie d'un [ɑː] postérieur entre consonnes étendues (par exemple bád [bˠɑːd̪ˠ] « bateau ») à un [ɑ̟ː] postérieur avancé devant consonne étroite (par exemple fáil [fˠɑ̟ːlʲ] « obtenir ») à un [ɑ̈ː] postérieur centralisé après consonne étroite (par exemple breá [bʲɾʲɑ̈ː] « excellent »). À Tourmakeady, l'allophone postérieur est arrondi en [ɒː] après les labiales étendues (par exemple bán [bˠɒːn̪ˠ] « blanc »). Dans le Connemara, les allophones de /a/ sont allongés, de sorte que seule la qualité vocalique différencie les allophones de /a/ de ceux de /aː/.

#### Diphtongues

Gammes approximatives des allophones de //əi// et //əu//

Le point de départ de /əi/ varie d'un [ɐ] pré-ouvert central après consonne étendue à un [ɛ̈] mi-ouvert antérieur centralisé après consonne étroite, et son point d'arrivée varie d'un [ɪ] pré-fermé pré-antérieur devant consonne étroite à un [ɪ̈] centralisé devant de consonne étendue (par exemple cladhaire [kl̪ˠɐɪɾʲə] « coquin », gadhar [ɡɐɪ̈ɾˠ] « chien », cill [cɛ̈ɪlʲ] « église » et leigheas [lʲɛ̈ɪ̈sˠ] « remède »).
Le point de départ de /əu/ varie d'un [ɐ] pré-ouvert central après consonne étendue à un [ɜ̟] mi-ouvert central avancé après consonne étroite, et son point d'arrivée varie d'un [ʊ] pre-fermé pré-postérieur devant consonne étendue à un [ʊ̈] centralisé devant consonne étroite (par exemple, bodhar [bˠɐʊɾˠ] « sourd », feabhas [fʲɜ̟ʊsˠ] « amélioration », labhairt [l̪ˠɐʊ̈ɾʲtʲ] « parler », meabhair [mʲɜ̟ʊ̈ɾʲ] « mémoire ». Cependant, dans le West Muskerry et la péninsule de Dingle, le point de départ de /əu/ est arrondi et plus postérieur après consonne étendue (par exemple gabhar [ɡɔʊɾˠ] « chèvre ».

Gammes approximatives des allophones de //iə// et //uə//

Le point de départ de /iə/ varie d'un [i] fermé antérieur après consonne étroite à un [i̠] rétracté après /ɾˠ/ en début de mot (seul contexte dans lequel il apparaît après une consonne étendue). Son point d'arrivée varie d'un [ə] mi-central devant consonne étendue à un [ë] mi-fermé antérieur centralisé devant consonne étroite (par exemple, ciall [ciəl̪ˠ] « sens », riamh [ɾˠi̠əvˠ] « jamais », diabhail [dʲiëlʲ] « diables »).
Le point de départ de /uə/ est toujours un [u] fermé postérieur, tandis que le point d'arrivée varie de [ɐ] à [ɪ̽] (par exemple thuas [huɐsˠ] « au-dessus », uan [uən̪ˠ] « agneau », buail [bˠuɪ̽lʲ] « battre »).

### Voyelles nasalisées
En général, les voyelles irlandaises sont nasalisées lorsque adjacentes à des consonnes nasales. Pour certains locuteurs, il existe apparemment des paires minimales entre voyelles nasales et orales, ce qui fait des voyelles nasales des phonèmes distincts ; ceux-ci résultent en général d'une ancienne semi-voyelle nasalisée postérieure [w̃] (historiquement la version lénifiée de /m/), perdue depuis. Cependant, le contraste n'est solide dans aucun dialecte ; la plupart des descriptions rapportent que le contraste oral-nasal n'est présent que dans la prononciation de quelques locuteurs (généralement âgés). Les paires minimales potentielles sont comprises dans le tableau suivant.
| Voyelle nasale | Voyelle nasale | Voyelle nasale                                    | Voyelle orale | Voyelle orale | Voyelle orale       |
| Orthographe    | Prononciation  | Traduction                                        | Orthographe   | Prononciation | Traduction          |
| -------------- | -------------- | ------------------------------------------------- | ------------- | ------------- | ------------------- |
| amhras         | [ˈə̃ũɾˠəsˠ]     | « doute »                                         | abhras        | [ˈəuɾˠəsˠ]    | « fil »             |
| áth            | [ãː]           | « gué »                                           | ádh           | [aː]          | « chance »          |
| comhair        | [kõːɾʲ]        | (dans la locution os comhair « devant, en face ») | cóir          | [koːɾʲ]       | « juste »           |
| cumha          | [kũː]          | « tristesse »                                     | cú            | [kuː]         | « chien de chasse » |
| deimhis        | [dʲĩːʃ]        | « paires de ciseaux »                             | dís           | [dʲiːʃ]       | « deux personnes »  |
| fómhair        | [fˠõːɾʲ]       | « automne » (génitif)                             | fóir          | [fˠoːɾʲ]      | « borne »           |
| lámha          | [l̪ˠãː]         | « mains »                                         | lá            | [l̪ˠaː]        | « jour »            |
| lámhach        | [l̪ˠãːx]        | « tir »                                           | lách          | [l̪ˠaːx]       | « généreux »        |
| nimhe          | [nʲĩː]         | « poison » (génitif)                              | ní            | [nʲiː]        | « lavage »          |
| rámha          | [ɾˠãː]         | « rame » (génitif)                                | rá            | [ɾˠaː]        | « diction »         |

De plus, quand une voyelle est nasalisée par adjacence à une consonne nasale, elle conserve souvent sa nasalisation dans des formes apparentées où la consonne n'est plus nasale. Par exemple, le /m/ nasal de máthair [ˈmãːhəɾʲ] « mère » est remplacé par le /w/ non-nasal dans le syntagme a mháthair [ə ˈwãːhəɾʲ] « sa mère », mais la voyelle reste nasalisée. De même, dans sneachta [ˈʃnʲãxt̪ˠə] « neige », la voyelle qui suit le /nʲ/ est nasalisée, tandis que dans an tsneachta [ə ˈtʲɾʲãxt̪ˠə] « la neige » (génitif), le /nʲ/ est remplacé par /ɾʲ/ dans certains dialectes du nord, mais la voyelle reste nasalisée.

## Phonotaxe
Les aspects les plus intéressants de la phonotaxe irlandaise concernent le comportement des groupes de consonnes. Il est important de distinguer ici entre les groupes qui se trouvent en début de mot et ceux qui se trouvent après voyelle, bien qu'il y ait des chevauchements entre les deux.

### Groupes de consonnes en début de mot

Résumé des groupes de deux consonnes possibles dans les environnements sans mutation

Résumé des groupes de deux consonnes possibles dans les environnements avec mutation

Les mots irlandais peuvent comporter à l'initiale des groupes de deux ou trois consonnes. En général, toutes les consonnes dans un groupe sont de même qualité, c'est-à-dire soit étendues, soit étroites. Les groupes de deux consonnes consistent en une constrictive suivie d'une liquide ou d'une consonne nasale (toutefois, les constrictives labiales ne peuvent être suivies d'une nasale). Exemples : bleán /bʲlʲaːn/ « traite (du bétail) », breá /bʲɾʲaː/ « agréable », cnaipe /ˈkn̪ˠapʲə/ « bouton », dlí /dʲlʲiː/ « loi », gnáth /ɡn̪ˠaː/ « usuel », pleidhce /ˈpʲlʲəicə/ « idiot », slios /ʃlʲɪsˠ/ « tranche », sneachta /ˈʃnʲaxt̪ˠə/ « neige », tlúth /t̪ˠl̪ˠuː/ « tisonnier » et tnúth /t̪ˠn̪ˠuː/ « désirer ardemment ». En outre, /sˠ/ et /ʃ/ peuvent être suivis d'une occlusive sourde, comme dans sparán /ˈsˠpˠaɾˠaːn̪ˠ/ « bourse » et scéal /ʃceːl̪ˠ/ « histoire ». De plus, le groupe /mˠn̪ˠ/ se trouve dans le mot mná /mˠn̪ˠaː/ « femmes » et quelques formes liées. Les groupes de trois consonnes consistent en /sˠ/ ou /ʃ/ plus une occlusive sourde plus une liquide. Exemples : scliúchas /ˈʃclʲuːxəsˠ/ « chahut », scread /ʃcɾʲad̪ˠ/ « cri », splanc /sˠpˠl̪ˠaŋk/ « éclat », spraoi /sˠpˠɾˠiː/ « amusement » et stríoc /ʃtʲɾʲiːk/ « raie ».
En exception à la règle d'harmonie des consonnes en qualité, le /sˠ/ étendu apparaît devant les labiales étroites (ainsi que devant /c/ chez certains locuteurs dans le Connemara et Dingle). Exemples : sméara /sˠmʲeːɾˠə/ « baies », speal /sˠpʲal/ « faux (outil) », spleách /sˠpʲlʲaːx/ « dépendant », spreag /sˠpʲɾʲaɡ/ « inspirer » et scéal /ʃceːl̪ˠ/ ~ /sˠceːl̪ˠ/ « histoire ».
En contexte de mutation consonantique initiale, il existe une gamme beaucoup plus large de groupes consonantiques possibles en début de mot ; par exemple, en contexte de lénition, on retrouve les mots suivants : bhlas /wl̪ˠasˠ/ « goûta », bhris /vʲɾʲɪʃ/ « cassa », chleacht /çlʲaxt̪ˠ/ « exerça », chrom /xɾˠɔmˠ/ « courba », ghreamaigh /ˈjɾʲamˠə/ « colla », ghníomhaigh /ˈjnʲiːwə/ « agit », shleamhnaigh /hlʲəun̪ˠə/ « glissa », shnámh /hn̪ˠaːw/ « nagea », shroich /hɾˠɪç/ « atteignit ». En contexte d'éclipse, on retrouve : mbláth /mˠl̪ˠaː/ « fleur », mbliana /ˈmʲlʲiən̪ˠə/ « ans », mbrisfeá /ˈmʲɾʲɪʃaː/ « tu casserais », ndlúth /n̪ˠl̪ˠuː/ « déformer », ndroichead /ˈn̪ˠɾˠɔhəd̪ˠ/ « pont », ndréimire /ˈnʲɾʲeːmʲəɾʲə/ « échelle », ngléasfá /ˈɲlʲeːsˠaː/ « tu habillerais », ngreadfá /ˈɲɾʲat̪ˠaː/ « tu partirais », ngníomhófá /ˈɲnʲiːwoːhaː/ « tu agirais ».
Dans les dialectes du Donegal, du Mayo et du Connemara (mais pas ordinairement sur les îles d'Aran), les nasales coronales /nˠ, nʲ/ ne peuvent suivre à l'initiale que les consonnes /sˠ, ʃ/. Après d'autres consonnes, elles sont remplacées par /ɾˠ, ɾʲ/ : cnoc /kɾˠʊk/ « colline », mná /mˠɾˠaː/ « femmes », gnaoi /ɡɾˠiː/ « affection », tnúth /t̪ˠɾˠuː/ « désirer ardemment ».
Avec la lénition, /sˠn̪ˠ, ʃnʲ/ deviennent normalement /hn̪ˠ, hnʲ/ dans ces dialectes, mais après l'article défini an ils deviennent /t̪ˠɾˠ, tʲɾʲ/ : sneachta /ʃnʲaxt̪ˠə/ « neige », shneachta /hnʲaxt̪ˠə/ « neige » (forme lénifiée), an tsneachta /ə tʲɾʲaxt̪ˠə/ « la neige » (génitif).

### Groupes de consonnes après voyelle et épenthèse

Groupes sujets à l'épenthèse

Comme à l'initiale, toutes les consonnes figurant dans un groupe après voyelle sont généralement de même qualité étendue ou étroite. La seule exception ici est qu'un /ɾˠ/ étendu, et non un /ɾʲ/ étroit, apparaît devant les coronales étroites /tʲ, dʲ, ʃ, nʲ, lʲ/ : beirt /bʲɛɾˠtʲ/ « deux personnes », ceird /ceːɾˠdʲ/ « commerce », doirse /ˈd̪ˠoːɾˠʃə/ « portes », doirnín /d̪ˠuːɾˠˈnʲiːnʲ/ « poignet », comhairle /ˈkuːɾˠlʲə/ « conseil ».
Un groupe formé de /ɾˠ, ɾʲ/, /l̪ˠ, lʲ/ ou /n̪ˠ, nʲ/ suivi d'une consonne labiale ou dorsale (sauf les occlusives sourdes /pˠ, pʲ/, /k, c/) est dissocié par une voyelle épenthétique /ə/ : borb /ˈbˠɔɾˠəbˠ/ « brusque », gorm /ˈɡɔɾˠəmˠ/ « bleu », dearmad /ˈdʲaɾˠəmˠəd̪ˠ/ « faute », dearfa /ˈdʲaɾˠəfˠə/ « certain », seirbhís /ˈʃɛɾʲəvʲiːʃ/ « service », fearg /ˈfʲaɾˠəɡ/ « colère », dorcha /ˈd̪ˠɔɾˠəxə/ « sombre », dalba /ˈd̪ˠal̪ˠəbˠə/ « audacieux », colm /ˈkɔl̪ˠəmˠ/ « colombe », soilbhir /ˈsˠɪlʲəvʲəɾʲ/ « agréable », gealbhan /ˈɟal̪ˠəwən̪ˠ/ « moineau », binb /ˈbʲɪnʲəbʲ/ « venin », Banba, /ˈbˠan̪ˠəbə/ (un nom pour l'Irlande), ainm /ˈanʲəmʲ/ « nom », meanma /ˈmʲan̪ˠəmˠə/ « esprit », ainmhí /ˈanʲəvʲiː/ « animal ».
Cependant, il n'y a pas d'épenthèse quand le groupe est précédé d'une voyelle longue ou d'une diphthongue : fáirbre /ˈfˠaːɾʲbʲɾʲə/ « ride », téarma /ˈtʲeːɾˠmˠə/ « terme », léargas /ˈlʲeːɾˠɡəsˠ/ « perspicacité », dualgas /ˈd̪ˠuəl̪ˠɡəsˠ/ « devoir ». Il n'y a pas d'épenthèse non plus dans les mots d'au moins trois syllabes : firmimint /ˈfʲɪɾʲmʲəmʲənʲtʲ/ « firmament », smiolgadán /ˈsˠmʲɔl̪ˠɡəd̪ˠaːn̪ˠ/ « gorge », caisearbhán /ˈkaʃəɾˠwaːn̪ˠ/ « pissenlit », Cairmilíteach /ˈkaɾʲmʲəlʲiːtʲəx/ « Carmélite ».

## Processus phonologiques

### Mots commençant par une voyelle
En irlandais, le comportement des mots à voyelle initiale a amené les linguistes à suggérer que la dite voyelle n'est pas en fait le premier son du mot à un niveau plus abstrait. Plus précisément, quand un clitique se terminant par une consonne précède un mot commençant par une voyelle, la consonne du clitique devient soit étendue, soit étroite selon le mot en question. Par exemple, le n de l'article défini an « le » est étroit devant le mot iontais « merveille » mais étendu devant le mot aois « âge » : an iontais /ənʲ ˈiːn̪ˠt̪ˠəʃ/ « la merveille » (génitif) vs an aois /ən̪ˠ ˈiːʃ/ « l'âge ».
Selon une interprétation de ces faits, les mots à voyelle initiale commencent en fait, à un niveau abstrait de représentation, par une sorte de consonne « vide » qui se réduit au trait phonétique « étendu » ou « étroit ». Selon une autre analyse, les mots à voyelle initiale commencent tous, également à un niveau abstrait, par une des deux semi-voyelles, l'une palatalisant et l'autre vélarisant une consonne précédente.

### Allongement vocalique devant les consonnes fortes
Dans la plupart des dialectes de l'irlandais, les descendants des sonantes fortes du vieil irlandais provoquent en fin de syllabe (dans certains cas, seulement en fin de mot) un allongement ou une diphtongaison de la voyelle précédente. Les détails varient selon le dialecte.
Dans le Donegal et le Mayo, l'allongement n'a lieu que devant rd, rl, rn, devant rr (sauf quand une voyelle suit), et dans quelques mots devant ll final également, par exemple, barr /bˠaːɾˠ/ « dessus, sommet », ard /aːɾˠd̪ˠ/ « haut », orlach /ˈoːɾˠl̪ˠax/ « pouce », tuirne /ˈt̪uːɾˠn̠ʲə/ « rouet », thall /haːl̪ˠ/ « là-bas ».
Dans le Connemara, les îles d'Aran, et le Munster, l'allongement a lieu d'ordinaire non seulement dans les environnements énumérés ci-dessus, mais aussi devant nn (sauf quand une voyelle suit) et devant m et ng en fin d'un mot. Par exemple, le mot poll « trou » se prononce /pˠəul̪ˠ/ dans toutes ces régions, tandis que greim « poigne » se prononce /ɟɾʲiːmʲ/ dans le Connemara et l'Aran et /ɟɾʲəimʲ/ dans le Munster.
Comme les voyelles se comportent en plusieurs cas de façon différente devant les sonantes étendues et les étroites dans plusieurs cas, et comme il n'y a généralement pas d'allongement (sauf par analogie) quand les sonantes sont suivies d'une voyelle, il se produit bon nombre d'alternances phonétiques entre formes apparentées du même mot. Par exemple, dans le Dingle, ceann « tête » se prononce /cəun̪ˠ/ avec diphtongue, mais cinn (le génitif singulier du même mot) se prononce /ciːnʲ/ avec voyelle longue, tandis que ceanna (le pluriel, « têtes ») se prononce /ˈcan̪ˠə/ avec voyelle brève.
Cet allongement a reçu maintes explications différentes en phonologie théorique. Toutes les analyses admettent de concert qu'une certaine propriété de la sonante forte est transmise à la voyelle précédente, mais l'identification de la propriété en question est sujette à débat. Ó Siadhail et Wigger soutiennent que la sonante forte est tendue (terme mal défini phonétiquement) et que cette tension est transférée à la voyelle, où elle se réalise phonétiquement comme un allongement et/ou une diphtongaison. Ní Chiosáin soutient que la consonne déclenchante est associée de façon sous-jacente à une unité de quantité syllabique appelée more, laquelle se transfère à la voyelle, produisant une voyelle longue ou une diphtongue. Carnie développe cette analyse en soutenant que les sonantes fortes se caractérisent par un avancement de la racine de la langue (c'est-à-dire que le dessous de la langue est poussé vers le haut pendant l'articulation de la consonne), et que la diphtongaison est un effet articulatoire de ce mouvement de la langue.

### Dévoisement
Quand une consonne constrictive sonore ou un /w/ entre en contact avec /h/, celui-ci est absorbé par l'autre son, qui alors s'assourdit (ou dans le cas de /w/ devient /fˠ/). Le dévoisement se manifeste le plus clairement au futur des verbes de la première conjugaison (où le son /h/ est représenté par la lettre f) et dans la formation des adjectifs verbaux (où le son est écrit th). Par exemple, le verbe scuab /sˠkuəbˠ/ « balayer » se termine par la consonne sonore /bˠ/, mais son futur scuabfaidh /ˈsˠkuəpˠəɟ/ « balaiera » et son adjectif verbal scuabtha /ˈsˠkuəpˠə/ « balayé » présentent une sourde /pˠ/.

### Sandhi
L'irlandais comporte nombre d'effets de sandhi externe, qui sont des changements phonologiques qui passent outre aux limites de mots, particulièrement en discours rapide. Le type de sandhi le plus commun en irlandais est l'assimilation : un son change de prononciation pour rassembler à un son adjacent. Un des types d'assimilation qui se produit en irlandais est la transformation d'une consonne coronale (d, l, n, r, s, ou t) étendue en étroite devant un mot ayant à l'initiale une consonne coronale étroite, ou d'une étroite en étendue devant un mot ayant à l'initiale une consonne coronale étendue. Par exemple, feall /fʲal̪ˠ/ « décevoir » se termine par un ll étendue, mais dans l'expression d'fheall sé orm [dʲal̠ʲ ʃə ɔɾˠəmˠ] « il m'a déçu », le ll devient étroit car le mot suivant, sé, commence par une consonne coronale étroite.
La consonne n peut aussi s'assimiler au point d'articulation d'une consonne suivante : elle devient labiale devant une labiale, palatale devant une palatale et vélaire devant une vélaire. Par exemple, le nn de ceann /can̪ˠ/ « un » devient [mˠ] dans ceann bacach [camˠ ˈbˠakəx] « un boiteux » et [ŋ] dans ceann carrach [caŋ ˈkaɾˠəx] « un scabieux ». Une consonne sonore en fin de mot peut devenir sourde quand le mot préceedent commence par une consonne sourde, comme dans lúb sé [l̪ˠuːpˠ ʃeː] « il a tordu », où le b de lúb /l̪ˠuːbˠ/ « a tordu » devient p devant le s sourd de sé.

## Accent tonique

### Place de l'accent
Un mot irlandais ne reçoit normalement d'accent tonique que sur une seule syllabe : la première. Dans l'API, une syllabe accentuée est marquée à gauche du symbole [ ˈ ]. Exemples : d'imigh /ˈdʲɪmʲiː/ « est parti » et easonóir /ˈasˠən̪ˠoːɾʲ/ « déshonorer ». Cependant, certains mots, en particulier les adverbes et les emprunts lexicaux, ont l'accent tonique sur une autre syllabe que l'initiale, par exemple amháin /əˈwaːnʲ/ « seulement », tobac /təˈbak/ « tabac ».
Dans la plupart des mots composés, l'accent tonique primaire tombe sur le premier membre tandis qu'un accent secondaire (marqué du symbole [ ˌ ]) tombe sur le second membre, par exemple lagphórtach /ˈl̪ˠaɡˌfˠɔɾˠt̪ˠəx/ « tourbière épuisée ». Cependant, quelques mots composés ont deux accents primaires, sur le premier et le second membre, par exemple deargbhréag /ˈdʲaɾˠəɡˈvʲɾʲeːɡ/ « un terrible mensonge ».
Dans le Munster, l'accent est attiré par une voyelle longue ou diphtongue dans la deuxième ou troisième syllabe, par exemple cailín /kaˈlʲiːnʲ/ « fille », achainí /axəˈnʲiː/ « demande ». Dans le dialecte aujourd'hui disparu de l'est du Mayo, l'accent était attiré par une voyelle longue ou une diphtongue de la même façon que dans le Munster ; de plus, l'accent était attiré par une voyelle brève devant ll, m ou nn en fin de mot, quand ce mot se trouvait en fin d'énoncé. Par exemple, capall « cheval » se prononçait [kaˈpˠɞl̪ˠ] isolément ou en fin d'énoncé, mais comme [ˈkapˠəl̪ˠ] en milieu de phrase.

### Nature des syllabes inaccentuées
En général, les voyelles brèves se réduisent toutes à un schwa ([ə]) en syllabe inaccentuée, mais il y a des exceptions. Dans le Munster, si la troisième syllabe est accentuée et les deux syllabes précédentes sont brèves, la première des deux syllabes inaccentuées n'est pas réduite à un schwa ; elle reçoit à la place un accent secondaire, par exemple spealadóir /ˌsˠpʲal̪ˠəˈd̪ˠoːɾʲ/ « homme avec un faux ». Toujours dans le Munster, une voyelle brève inaccentuée n'est pas réduite à un schwa si la syllabe suivante contient un /iː/ ou /uː/ accentué, par exemple ealaí /aˈl̪ˠiː/ « art », bailiú /bˠaˈlʲuː/ « recueillir ». Dans l'Ulster, les voyelles longues en syllabe inaccentuée s'abrègent, mais sans se réduire à un schwa : par exemple cailín /ˈkalʲinʲ/ « fille », galún /ˈɡalˠunˠ/ « gallon ».

## Processus liés à /x/
La consonne fricative vélaire sourde /x/, écrite ch, présente quelques particularités dans plusieurs dialectes de l'irlandais. Tout d'abord, sa présence après la voyelle /a/ déclenche un comportement atypique des voyelles brèves. De plus, /x/ et son homologue étroit /ç/ alternent avec la fricative glottale sourde /h/ de diverses façons et peuvent quelquefois disparaître entièrement.

### Comportement de /ax/
Dans le Munster, l'accent tonique est attiré sur /a/ en deuxième syllabe d'un mot s'il est suivie de /x/, à condition que la première syllabe (et la troisième syllabe, si elle existe) contienne une voyelle brève. Exemples : bacach /bˠəˈkax/ « boîteux » et slisneacha /ʃlʲəˈʃnʲaxə/ « copeaux ». Cependant, si la première ou la troisième syllabe contient une voyelle longue ou une diphtongue, l'accent est plutôt attiré sur cette syllabe, et le /a/ devant /x/ se réduit normalement à un schwa. Exemples : éisteacht /ˈeːʃtʲəxt̪ˠ/ « écouter », moltachán /ˌmˠɔl̪ˠhəˈxaːn̪ˠ/ « bélier châtré ».
Dans l'Ulster, /a/ inaccentué devant /x/ ne se réduit pas à un schwa, par exemple eallach /ˈal̪ˠax/ « bétail ».

### Interaction de /x/ et /ç/ avec /h/
Dans plusieurs dialectes de l'irlandais, les fricatives dorsales sourdes /x/ et /ç/ alternent avec /h/ en diversse circonstances. Ainsi dans la lénition de /tʲ/ et /ʃ/, le /h/ attendu est remplacé par /ç/ devant voyelle postérieure, par exemple thabharfainn /ˈçuːɾˠhən̠ʲ/ « je donnerais », sheoil /çoːlʲ/ « a conduit ». Dans le Munster, /ç/ devient /h/ après voyelle, par exemple fiche /ˈfʲɪhə/ « vingt ». À Ring, /h/ devient /x/ en fin de monosyllabe, par exemple scáth /sˠkaːx/ « crainte ». Dans plusieurs dialectes de l'Ulster, comme ceux de l'Île de Toraigh, /x/ peut être remplacé par /h/, par exemple cha /ha/ « non pas », et peut même disparaître en fin de mot, comme dans santach /ˈsˠan̪ˠt̪ˠah ~ ˈsˠan̪ˠt̪ˠa/ « avide ». Dans d'autres dialectes de l'Ulster, /x/ peut disparaître devant /t̪ˠ/ aussi, par exemple seacht /ʃat̪ˠ/ « sept ».

## Exemples
Le tableau suivant présente quelques exemples de phrases dans le dialecte d'Aran.
| vʲiː ʃeː əɟ ˈafˠəɾˠk əˈmˠax asˠ ə ˈwɪn̠ʲoːɡ nuəɾʲ ə vʲiː ˈmʲɪʃə ɡɔl haɾˠt̪ˠ                                                            | Bhí sé ag amharc amach as an bhfuinneog nuair a bhí mise ag dul thart.                                                             | Il regardait par la fenêtre quand je suis passé.                                                     |
| n̠ʲiː ˈɛcətʲ ʃeː pˠəul̪ˠ hɾʲiː ˈdʲɾʲeːmʲɾʲə                                                                                            | Ní fheicfeadh sé poll thrí dréimire.                                                                                               | Il ne verrait pas un trou dans une échelle (c'est-à-dire qu'il est très myope).                      |
| t̪ˠaː mʲeː fʲlɔx hɾʲiːdʲ əsˠ hɾʲiːdʲ                                                                                                  | Tá mé fliuch thríd is thríd. | Je suis complètement trempé.                                                                         |
| hʊɡ ʃeː klɔx woːɾ ˈaɡəsˠ xa ʃeː lɛʃ ə ˈwɪn̠ʲoːɡ iː                                                                                    | Thug sé cloch mhór agus chaith sé leis an bhfuinneog í.                                                                            | Il a pris une grosse pierre et l'a jetée contre la fenêtre.                                          |
| ˈhaːnəɟ ʃeː əʃˈtʲax aɡəsˠ kuːx əɾʲ                                                                                                   | Tháinig sé isteach agus cuthach air.                                                                                               | Il est arrivé en colère.                                                                             |
| ―əɾˠ iːk ʃɪbʲ ˈmˠoːɾˠaːn əɾʲ ə mˠuːn ―ɡə ˈdʲɪvʲən dʲiːk sˠə ˈl̪ˠəiəd̪ˠ ə wɪl aːn̪ˠ jɪ                                                   | ―Ar íoc sibh mórán ar an móin? ―Go deimhin d'íoc is an laghad a bhfuil ann dhi.                                                    | — Avez-vous payé beaucoup pour le gazon? — Certainement, étant donné le peu qu'il y en a.            |
| ˈtʲaɡəmʲ aːn̪ˠ xɪlə l̪ˠaː sˠəsˠ ˈmʲɪnəc n̪ˠax mʲiən̪ˠ ˈmˠoːɾˠaːn ˈfˠaːl̠ʲtʲə ɾˠuːmˠ                                                       | Tagaim ann chuile lá is is minic nach mbíonn mórán fáilte romham.                                                                  | J'y viens tous les jours, mais souvent je ne suis pas le bienvenu.                                   |
| t̪ˠaː mʲeː ˈklɪʃtʲaːl ə ɡɔl haɾˠəmˠ ɡə mʲəi ˈsˠavˠɾˠə fʲlɔx sˠə ˈmʲliənə aɡən̠ʲ aɡəsˠ ˈçiːt̪ˠəɾˠ ɣɔmˠ pʲeːn ɡəɾˠ ˈaʃtʲəx ə ʃceːl eː ʃɪn | Tá mé ag cloisteáil ag dul tharam go mbeidh samhradh fliuch sa mbliana againn, agus chítear dhom féin gur aisteach an scéal é sin. | J'ai entendu dire que nous aurons un été humide cette année, mais ce me semble une histoire étrange. |
| wɪl nə ˈfˠat̪ˠiː xoː mˠasˠ d̪ˠuːɾʲtʲ ʃeː                                                                                               | An bhfuil na fataí chomh maith is dúirt sé?                                                                                        | Est-ce que les pommes de terre sont aussi bonnes qu'il a dit?                                        |
| ə ˈɣeːlɟə ˈl̪ˠəuɾˠiːɾˠ ə ˈɡuːɟə mˠuːn n̠ʲiː ˈhɔnən̪ˠ iː sˠə ˈɣeːlɟə ˈʃaɡən̠ʲə                                                            | An Ghaeilge a labhraítear i gCúige Mumhan, ní hionann í is an Ghaeilge seo againne.                                                | L'irlandais parlé dans le Munster n'est pas le même que notre irlandais.                             |

Les premiers huit chapitres de l'autobiographie de Peadar Ua Laoghaire Mo Sgéal Féin sur Wikisource comportent des enregistrements du texte, parlé par un locuteur natif de Muskerry (dans le Munster).

## Comparaison avec d'autres langues

### Gaélique écossais et mannois
La plupart des processus phonologiques décrits en irlandais se retrouvent aussi dans ses plus proches parents, le gaélique écossais et le mannois. Par exemple, les deux langues opposent les consonnes « étendues » et « fines », mais seulement pour les lieux d'articulation coronaux et dorsaux, ayant perdu la distinction dans les consonnes labiales. Le changement de /kn̪ˠ ɡn̪ˠ mn̪ˠ/ etc. en /kɾˠ ɡɾˠ mɾˠ/ etc. se retrouve en mannois et dans la plupart des dialectes écossais ; l'étude des manuscrits laisse à penser qu'il avait commencé en écossais dès le XVIe siècle et était bien établi en écossais et en mannois avant le début du XVIIIe siècle. L'allongement ou la diphtongaison des voyelles devant les sonantes fortes se retrouve également dans les deux langues. La répartition des accents toniques en écossais est la même qu'en irlandais du Connacht et d'Ulster, tandis qu'en mannois l'accent est attiré par les voyelles longues et les diphtongues dans les syllabes non-initiales, mais dans des conditions plus restreintes qu'en irlandais du Munster.
Le mannois et de nombreux dialectes de gaélique écossais partagent avec l'irlandais d'Ulster la propriété de ne pas réduire les /a/ inaccentués en /ə/ devant /x/.

### Anglais d'Irlande
La phonologie de l'irlandais a exercé une influence significative sur celle de l'anglais d'Irlande. Par exemple, la plupart des voyelles de l'anglais d'Irlande (à l'exception de /ɔɪ/) correspondent aux phones vocaliques (phonèmes ou allophones) de l'irlandais. Les occlusives irlandaises [t̪ˠ d̪ˠ] ont été adoptées (mais sans leur vélarisation distinctive) en anglais d'Irlande comme réalisations usuelles des phonèmes /θ ð/ de l'anglais d'Angleterre. L'anglais d'Irlande permet également l'apparition du son /h/ en des positions où il est permis en irlandais mais exclu dans d'autres dialectes de l'anglais, comme devant une voyelle inaccentuée (par exemple Haughey /ˈhɑhi/) et en fin de mot (par exemple McGrath /məˈɡɹæh/). Une autre caractéristique phonétique de l'anglais d'Irlande reprise de l'irlandais est l'épenthèse vocalique, dans des mots tels que film prononcé [ˈfɪləm] and form prononcé [ˈfɒːɹəm].